# Теория граничных орбиталей
Теория граничных орбиталей — квантохимическая теория реакционной способности, основанная на простейшем варианте теории возмущений в методе молекулярных орбиталей, в котором при анализе взаимодействия молекул учитывается только взаимодействие граничных молекулярных орбиталей — высшей занятой и низшей свободной орбиталей.
Разработана в 1950-х годах Фукуи, Кэнъити.